# Mitromorpha substriata
Mitromorpha substriata is een slakkensoort uit de familie van de Mitromorphidae. De wetenschappelijke naam van de soort is voor het eerst geldig gepubliceerd in 1899 door Suter.